# Psychotria montensis
Psychotria montensis är en måreväxtart som beskrevs av Moore. Psychotria montensis ingår i släktet Psychotria och familjen måreväxter. Inga underarter finns listade i Catalogue of Life.